# Cape Roberts Project
Pour les articles homonymes, voir CRP.

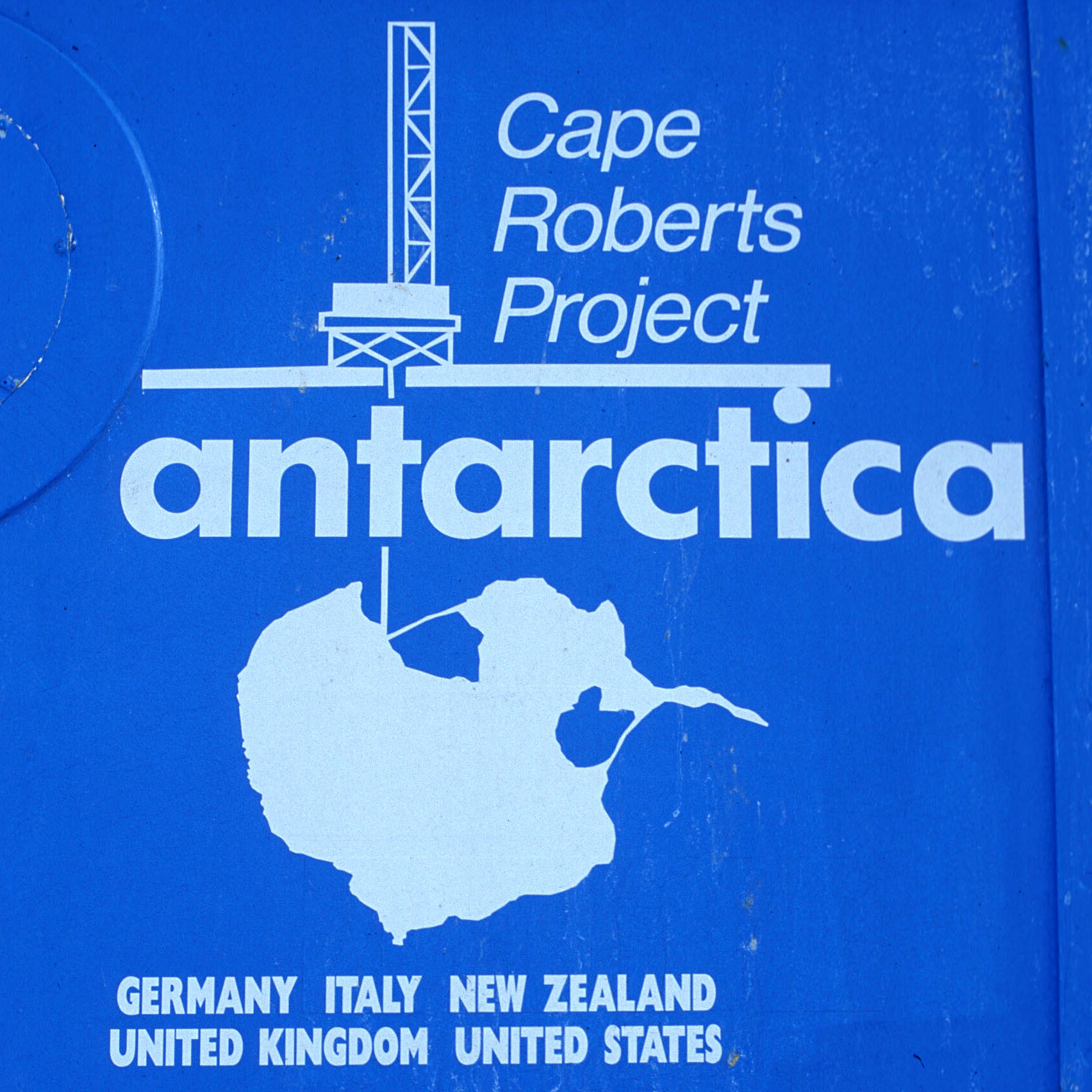
Logotype du Cape Roberts Project.

Le Cape Roberts Project (CRP) est un projet international qui, entre 1997 et 1999, a récupéré jusqu'à 1 500 mètres de carottes de glace dans la mer de Ross afin de reconstituer l'histoire tectonique et climatique de l'Antarctique, et plus précisément de la région de la côte proche de la mer de Ross, dans le nord de la chaîne Transantarctique.
Des scientifiques de divers instituts dans plusieurs pays y ont participé : Allemagne, Australie, Royaume-Uni, Italie, Nouvelle-Zélande et États-Unis.

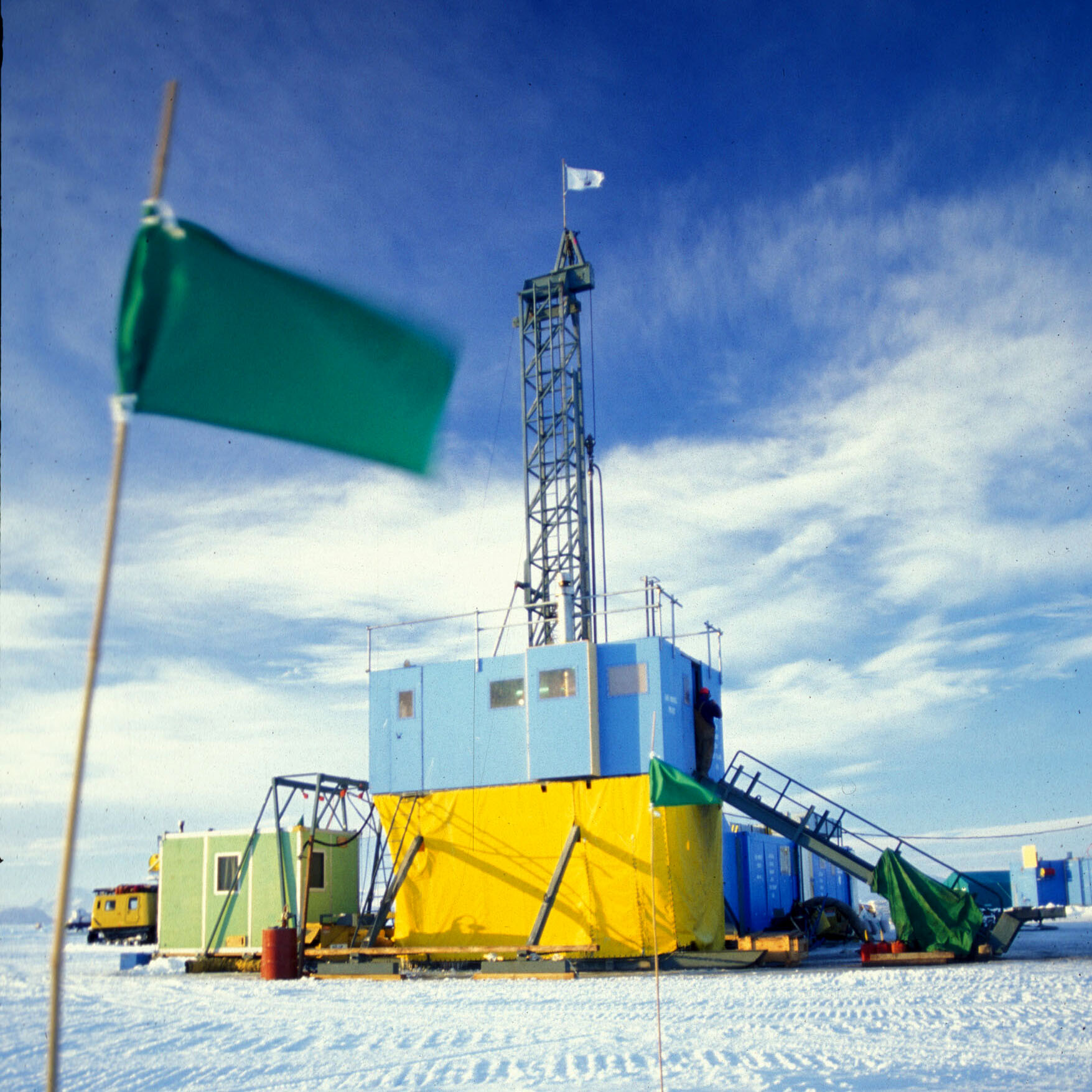
Site du forage.